# Гексафенилолово
Гексафенило́лово — металлоорганическое соединение, аренпроизводное олова с формулой Sn2(C6H5)6. При нормальных условиях представляет собой твёрдое бесцветное вещество, устойчивое на воздухе.

## Получение
- Диспропорционирование дифенилолова:

{\displaystyle {\mathsf {3Sn(C_{6}H_{5})_{2}\ {\xrightarrow {}}\ Sn_{2}(C_{6}H_{5})_{6}+Sn\downarrow }}}
- Взаимодействие хлорида трифенилолова с металлическим натрием в присутствии ксилола:

{\displaystyle {\mathsf {2Sn(C_{6}H_{5})_{3}Cl+2Na\ {\xrightarrow {T,C_{6}H_{4}(CH_{3})_{2}}}\ Sn_{2}(C_{6}H_{5})_{6}+2NaCl}}}
- Окисление гидротрифенилолова на воздухе:

{\displaystyle {\mathsf {4SnH(C_{6}H_{5})_{3}+O_{2}\ {\xrightarrow {}}\ 2Sn_{2}(C_{6}H_{5})_{6}+2H_{2}O}}}

## Свойства
Гексафенилолово образует твёрдое бесцветное вещество, устойчивое на воздухе. Плавится при 233 °С. При −75 °С восстанавливает нитрат серебра(I) в спиртовом растворе, а при −30 °С реагирует с бромом в хлороформе.